# Oospila sellifera
Oospila sellifera är en fjärilsart som beskrevs av W. Warren 1906. Oospila sellifera ingår i släktet Oospila och familjen mätare. Inga underarter finns listade i Catalogue of Life.